# Mare dentro
Mare dentro (Mar adentro) è un film del 2004 diretto da Alejandro Amenábar.
Tratto da una storia vera, il film, incentrato sul tema dell'eutanasia, narra la vicenda di Ramón Sampedro. Film di produzione spagnola, presentato in concorso alla 61ª Mostra internazionale d'arte cinematografica di Venezia, vede fra gli interpreti Javier Bardem, vincitore proprio a Venezia della Coppa Volpi per la migliore interpretazione maschile, e Belén Rueda.

## Trama
Ramón Sampedro è un uomo costretto a letto a causa di un grave incidente: un tuffo da uno scoglio finito male, che lo ha lasciato tetraplegico. Passa il tempo a guardare dalla finestra, a scrivere poesie e vorrebbe che qualcuno lo aiutasse a morire. Dopo 25 anni vissuti in questo modo, tenta perciò una battaglia legale nei confronti del governo spagnolo per ottenere il diritto all'eutanasia. Viene così a trovarsi al centro di un caso mediatico, che divampa fra quanti sono favorevoli alla sua richiesta e quanti la osteggiano per motivi etici. Sostiene, fra l'altro, una discussione - in circostanze alquanto grottesche - con un prete anch'egli tetraplegico venuto in casa sua per parlargli e convincerlo a desistere dai suoi propositi; fra i dialoghi tra i due, vi è il botta e risposta per cui mentre il religioso sostiene che "una libertà che elimina la vita non è una libertà", per Ramon "una vita che elimina la libertà non è vita".
Nella sua vicenda, Ramón viene assistito dalla famiglia del fratello, che dal giorno dell'incidente si prende cura di lui, e da Julia, una avvocata affetta da una malattia neurodegenerativa (la CADASIL) e quindi compartecipe della sua situazione. I due finiscono per innamorarsi l'uno dell'altra e, quando il processo volge al peggio, con i giudici decisi a negare l'eutanasia, meditano il suicidio insieme. All'ultimo momento, tuttavia, la donna si rifiuta di compiere il gesto, lasciando Ramón solo e sempre più afflitto. Interviene però a questo punto una seconda donna, Rosa, giovane madre divorziata ed amica dell'uomo, di cui aveva però sempre criticato il desiderio suicida. Per amore di Ramón, la donna acconsente infine ad aiutarlo nei suoi propositi, porgendogli un bicchiere in cui era stata sciolta una dose letale di cianuro di potassio, consentendogli infine di liberarsi di quella vita che da anni non sopportava più, non prima di aver registrato il suo ultimo accorato appello al diritto all'eutanasia volontaria per quanti soffrono.

## Personaggi
Javier Bardem, con l'esclusione di brevissimi flashback, interpreta Ramón Sampedro con addosso un trucco che lo invecchia di circa 20 anni. La storia narrata ricalca effettivamente la vicenda di Sampedro, pescatore gallego rimasto tetraplegico a causa di un tuffo e impossibilitato a suicidarsi senza un aiuto, e la sua battaglia legale per ottenere l'eutanasia. Anche la sua morte è ritratta così come è stata poi raccontata da Ramona Maneiro (Rosa nel film), testimone diretta dell'avvenimento.
Tra le altre scene che colpiscono lo spettatore, ne spicca una di pura fantasia. Quella del "volo" immaginario di Ramón dal letto in cui è costretto a giacere oltre la finestra di casa e giù, fino alla spiaggia, sulle note del Nessun dorma pucciniano, incontro alla sua amata Julia.

## Riconoscimenti
- 2005 - Premio Oscar
  - Miglior film straniero (Spagna)
  - Nomination Miglior trucco a Jo Allen, Ana López Puigcerver, Mara Collazo e Manolo García
- 2005 - Golden Globe
  - Miglior film straniero (Spagna)
  - Nomination Miglior attore in un film drammatico a Javier Bardem
- 2004 - European Film Awards
  - Miglior regista a Alejandro Amenábar
  - Miglior attore protagonista a Javier Bardem
  - Nomination Miglior film
  - Nomination Migliore sceneggiatura a Alejandro Amenábar e Mateo Gil
  - Nomination Miglior fotografia a Javier Aguirresarobe
- 2005 - Premio Goya
  - Miglior film
  - Miglior regista a Alejandro Amenábar
  - Miglior attore protagonista a Javier Bardem
  - Migliore attrice protagonista a Lola Dueñas
  - Miglior attore non protagonista a Celso Bugallo
  - Migliore attrice non protagonista a Mabel Riveira
  - Miglior attore rivelazione a Tamar Novas
  - Migliore attrice rivelazione a Belén Rueda
  - Miglior sceneggiatura originale a Alejandro Amenábar e Mateo Gil
  - Miglior produzione a Emiliano Otegui
  - Miglior fotografia a Javier Aguirresarobe
  - Miglior colonna sonora a Alejandro Amenábar
  - Miglior trucco e acconciatura a Jo Allen, Ana López Puigcerver, Mara Collazo e Manolo García
  - Miglior sonoro a Ricardo Steinberg, Alfonso Raposo, Juan Ferro e María Steinberg
  - Nomination Miglior scenografia a Benjamín Fernández
- 2004 - Mostra internazionale d'arte cinematografica di Venezia
  - Leone d'argento - Gran premio della giuria a Alejandro Amenábar
  - Miglior interpretazione maschile a Javier Bardem
  - Nomination Leone d'oro al miglior film a Alejandro Amenábar
- 2005 - David di Donatello
  - Miglior film dell'Unione Europea a Alejandro Amenábar
- 2005 - Ciak d'oro
  - Miglior film straniero
- 2004 - National Board of Review Awards
  - Miglior film straniero (Spagna)
- 2005 - Independent Spirit Awards
  - Miglior film straniero (Spagna)